# 五凤 (西汉)
五凤（前57年—前54年）是汉宣帝的第5个年号，總共使用了4年。

## 年號改元
辛德勇推测，五凤五年四月间改元甘露。

## 纪年表
| 五凤 | 元年   | 二年   | 三年   | 四年   | 五年   |
| ---- | ------ | ------ | ------ | ------ | ------ |
| 公元 | 前57年 | 前56年 | 前55年 | 前54年 | 前53年 |
| 干支 | 甲子   | 乙丑   | 丙寅   | 丁卯   | 戊辰   |

## 参看
- 中國年號索引
- 其他时期使用的五凤年号

| 前一年號： 神爵 | 西漢年號 五鳳 | 下一年號： 甘露 |